# Tweede Kamerverkiezingen in het kiesdistrict Leiden (1850-1888)
Tweede Kamerverkiezingen in het kiesdistrict Leiden (1850-1888) geeft een overzicht van verkiezingen voor de Nederlandse Tweede Kamer in het kiesdistrict Leiden in de periode 1850-1888.
Het kiesdistrict Leiden was al ingesteld in 1848. De indeling van het kiesdistrict werd in 1850 gewijzigd bij de invoering van de Kieswet. Tot het kiesdistrict behoorden vanaf dat moment de volgende gemeenten: Aalsmeer, Aarlanderveen, Alkemade, Alphen, Benthuizen, Bodegraven, De Vennip, Hazerswoude, Hoogeveen in Rijnland, Hoogmade, Kalslagen, Katwijk, Koudekerk (ZH), Leiden, Leiderdorp, Leimuiden, Nieuwer-Amstel, Nieuwveen, Oegstgeest, Ouder-Amstel, Oudshoorn, Rietwijkeroord, Rijnsaterwoude, Rijnsburg, Sassenheim, Ter Aar, Uithoorn, Valkenburg (ZH), Voorschoten, Vrije en Lage Boekhorst, Warmond, 
Woubrugge, Zoeterwoude en Zwammerdam. 
In 1858 werd de indeling van het kiesdistrict gewijzigd. De gemeenten Nieuwer-Amstel en Ouder-Amstel werden toegevoegd aan het kiesdistrict Amsterdam en de gemeenten Aarlanderveen, Alphen, Bodegraven en Zwammerdam aan het kiesdistrict Gouda. Een gedeelte van het kiesdistrict Haarlem (de gemeenten Haarlemmermeer, Hillegom, Lisse, Noordwijk, Noordwijkerhout en Voorhout) werd toegevoegd aan het kiesdistrict Leiden.
In 1864 werd de indeling van het kiesdistrict wederom gewijzigd. De gemeente Aalsmeer werd toegevoegd aan het kiesdistrict Haarlem. Een gedeelte van het kiesdistrict Delft (de gemeente Boskoop) werd toegevoegd aan het kiesdistrict Leiden.
In 1869 werd de indeling van het kiesdistrict wederom gewijzigd. De gemeente Boskoop werd toegevoegd aan het kiesdistrict Gouda, en de gemeenten Alkemade, Haarlemmermeer, Hillegom, Leimuiden, Lisse, Rijnsaterwoude en Uithoorn aan het kiesdistrict Haarlemmermeer. Een gedeelte van het kiesdistrict 's-Gravenhage (de gemeente Wassenaar) werd toegevoegd aan het kiesdistrict Leiden.
In 1878 werd de indeling van het kiesdistrict wederom gewijzigd. De gemeenten Aarlanderveen, Alphen en Zwammerdam werden toegevoegd aan het kiesdistrict Gouda, en de gemeente Nieuwveen aan het kiesdistrict Haarlemmermeer. Een gedeelte van het kiesdistrict Gouda (de gemeenten Nieuwkoop en Zevenhoven) werd toegevoegd aan het kiesdistrict Leiden.
Het kiesdistrict Leiden was in deze periode een meervoudig kiesdistrict: het vaardigde twee leden af naar de Tweede Kamer. Om de twee jaar trad een van de leden af; er werd dan een periodieke verkiezing gehouden voor de vrijgevallen zetel. Bij algemene verkiezingen (na ontbinding van de Tweede Kamer) bracht elke kiezer twee stemmen uit. Om in de eerste verkiezingsronde gekozen te worden moest een kandidaat minimaal de districtskiesdrempel behalen; indien nodig werd een tweede ronde gehouden.
Legenda
- cursief: in de eerste verkiezingsronde geplaatst voor de tweede ronde;
- vet: gekozen als lid van de Tweede Kamer.

## 27 augustus 1850
De verkiezingen waren algemene verkiezingen; zij werden gehouden na ontbinding van de Tweede Kamer na inwerkingtreding van de Kieswet.
|                                        | 27 augustus | 10 september |
| -------------------------------------- | ----------- | ------------ |
| Kiesgerechtigden                       | 2.646       | 2.646        |
| Opkomst                                | 1.996       | 1.969        |
| Geldige stemmen                        | 3.887       | 1.970        |
| Blanco stemmen                         | 73          | 7            |
| Kiesdrempel                            | 972         | 975          |
| Kandidaten                             |             |              |
| D.T. Gevers van Endegeest              | 1.102       |              |
| P.H. Taets van Amerongen tot Natewisch | 904         | 1.083        |
| J.A. de Fremery                        | 830         | 867          |
| J.H. van der Sande                     | 824         |              |
| Æ. Mackay                              | 37          |              |
| S. Piek                                | 29          |              |

## 8 juni 1852
De verkiezingen waren periodieke verkiezingen; zij werden gehouden vanwege de afloop van de zittingstermijn van een gekozen lid.
|                           | 8 juni |
| ------------------------- | ------ |
| Kiesgerechtigden          | 2.407  |
| Opkomst                   | 1.112  |
| Geldige stemmen           | 1.083  |
| Blanco stemmen            | 8      |
| Kandidaten                |        |
| D.T. Gevers van Endegeest | 761    |
| J.M. de Kempenaer         | 125    |
| G. Groen van Prinsterer   | 71     |
| G.M. van der Linden       | 36     |

## 17 mei 1853
De verkiezingen waren algemene verkiezingen; zij werden gehouden na ontbinding van de Tweede Kamer.
|                                        | 17 mei |
| -------------------------------------- | ------ |
| Kiesgerechtigden                       | 2.693  |
| Opkomst                                | 2.213  |
| Geldige stemmen                        | 4.396  |
| Blanco stemmen                         | 13     |
| Kiesdrempel                            | 1.099  |
| Kandidaten                             |        |
| D.T. Gevers van Endegeest              | 1.388  |
| P.H. Taets van Amerongen tot Natewisch | 1.349  |
| P.P. van Bosse                         | 809    |
| J.R. Thorbecke                         | 794    |

## 13 juni 1854
De verkiezingen waren periodieke verkiezingen; zij werden gehouden vanwege de afloop van de zittingstermijn van een gekozen lid.
|                                        | 13 juni |
| -------------------------------------- | ------- |
| Kiesgerechtigden                       | 2.693   |
| Opkomst                                | 1.647   |
| Geldige stemmen                        | 1.621   |
| Blanco stemmen                         | 9       |
| Kandidaten                             |         |
| P.H. Taets van Amerongen tot Natewisch | 1.034   |
| J.A. de Fremery                        | 543     |

## 10 juni 1856
De verkiezingen waren periodieke verkiezingen; zij werden gehouden vanwege de afloop van de zittingstermijn van een gekozen lid.
|                           | 10 juni |
| ------------------------- | ------- |
| Kiesgerechtigden          | 2.824   |
| Opkomst                   | 1.176   |
| Geldige stemmen           | 1.150   |
| Blanco stemmen            | 24      |
| Kandidaten                |         |
| D.T. Gevers van Endegeest | 833     |
| B.J. Gratama              | 233     |

## 15 juli 1856
Daniël Gevers van Endegeest, gekozen bij de verkiezingen van 17 mei 1853, trad op 23 juni 1856 af vanwege zijn benoeming als bewindspersoon in het kabinet-Van der Brugghen. Hierdoor ontstonden twee vacatures.
De vacature voor de lopende zittingstermijn tot 16 september 1856 werd na tal van complicaties niet meer ingevuld.
Gevers van Endegeest was op 10 juni 1856 al herkozen voor een nieuwe zittingstermijn, ingaande 17 september 1856. Om in deze vacature te voorzien werd een tussentijdse verkiezing gehouden.
|                              | 15 juli | 29 juli |
| ---------------------------- | ------- | ------- |
| Kiesgerechtigden             | 2.824   | 2.824   |
| Opkomst                      | 1.785   | 2.082   |
| Geldige stemmen              | 1.779   | 2.155   |
| Blanco stemmen               | 6       | 10      |
| Kiesdrempel                  | 890     | 1.078   |
| Kandidaten                   |         |         |
| G. Groen van Prinsterer      | 763     | 1.076   |
| G.C.J. van Reenen            | 757     | 1.076   |
| N. Sikkel Groos              | 133     |         |
| C.M. Storm van 's Gravesande | 96      |         |

## 12 augustus 1856
Bij de tussentijdse verkiezingen van 15 en 29 juli 1856 slaagde geen der kandidaten er in de kiesdrempel te overschrijden. Om in de vacature te voorzien werd wederom een tussentijdse verkiezing gehouden.
|                         | 12 augustus |
| ----------------------- | ----------- |
| Kiesgerechtigden        | 2.824       |
| Opkomst                 | 2.031       |
| Geldige stemmen         | 2.001       |
| Blanco stemmen          | 11          |
| Kandidaten              |             |
| G. Groen van Prinsterer | 1.126       |
| N. Olivier              | 844         |

## 18 augustus 1857
Guillaume Groen van Prinsterer, gekozen bij de verkiezingen van 12 augustus 1856, trad op 20 juli 1857 af vanwege zijn onvrede met de Onderwijswet van 1857. Om in de ontstane vacature te voorzien werd een tussentijdse verkiezing gehouden.
|                                     | 18 augustus | 2 september |
| ----------------------------------- | ----------- | ----------- |
| Kiesgerechtigden                    | 2.824       | 2.824       |
| Opkomst                             | 1.514       | 1.567       |
| Geldige stemmen                     | 1.498       | 1.560       |
| Blanco stemmen                      | 10          | 7           |
| Kandidaten                          |             |             |
| R.J. Schimmelpenninck van Nijenhuis | 466         | 909         |
| N. Olivier                          | 490         | 650         |
| J.J. Teding van Berkhout            | 416         |             |
| A. Jongkindt Coninck                | 92          |             |

## 8 juni 1858
De verkiezingen waren periodieke verkiezingen; zij werden gehouden vanwege de afloop van de zittingstermijn van een gekozen lid.
|                                        | 8 juni |
| -------------------------------------- | ------ |
| Kiesgerechtigden                       | 2.848  |
| Opkomst                                | 1.132  |
| Geldige stemmen                        | 1.085  |
| Blanco stemmen                         | 9      |
| Kandidaten                             |        |
| P.H. Taets van Amerongen tot Natewisch | 571    |
| J.J. Teding van Berkhout               | 236    |
| A.J. Duymaer van Twist                 | 232    |

## 12 juni 1860
De verkiezingen waren periodieke verkiezingen; zij werden gehouden vanwege de afloop van de zittingstermijn van een gekozen lid.
|                                     | 12 juni |
| ----------------------------------- | ------- |
| Kiesgerechtigden                    | 2.458   |
| Opkomst                             | 652     |
| Geldige stemmen                     | 620     |
| Blanco stemmen                      | 7       |
| Kandidaten                          |         |
| R.J. Schimmelpenninck van Nijenhuis | 433     |
| N. Olivier                          | 161     |

## 10 juni 1862
De verkiezingen waren periodieke verkiezingen; zij werden gehouden vanwege de afloop van de zittingstermijn van een gekozen lid.
|                                        | 10 juni | 24 juni |
| -------------------------------------- | ------- | ------- |
| Kiesgerechtigden                       | 2.604   | 2.604   |
| Opkomst                                | 1.136   | 1.314   |
| Geldige stemmen                        | 1.123   | 1.305   |
| Blanco stemmen                         | 6       | 8       |
| Kandidaten                             |         |         |
| P.H. Taets van Amerongen tot Natewisch | 346     | 702     |
| G. Groen van Prinsterer                | 345     | 601     |
| J.A.C.A. van Nispen van Sevenaer       | 218     |         |
| P. Bleeker                             | 184     |         |

## 14 juni 1864
De verkiezingen waren periodieke verkiezingen; zij werden gehouden vanwege de afloop van de zittingstermijn van een gekozen lid.
|                                     | 14 juni |
| ----------------------------------- | ------- |
| Kiesgerechtigden                    | 2.654   |
| Opkomst                             | 1.689   |
| Geldige stemmen                     | 1.680   |
| Blanco stemmen                      | 8       |
| Kandidaten                          |         |
| R.J. Schimmelpenninck van Nijenhuis | 1.003   |
| D.T. Siegenbeek                     | 663     |

## 12 juni 1866 (tussentijds)
Rutger Schimmelpenninck van Nijenhuis, gekozen bij de verkiezingen van 14 juni 1864, trad op 1 juni 1866 af vanwege zijn benoeming als bewindspersoon in het kabinet-Van Zuylen van Nijevelt. Om in de ontstane vacature te voorzien werd een tussentijdse verkiezing gehouden.
|                         | 12 juni |
| ----------------------- | ------- |
| Kiesgerechtigden        | 2.643   |
| Opkomst                 | 1.377   |
| Geldige stemmen         | 1.340   |
| Blanco stemmen          | 22      |
| Kandidaten              |         |
| G. Groen van Prinsterer | 793     |
| W.T. Gevers Deynoot     | 495     |

## 12 juni 1866 (periodiek)
De verkiezingen waren periodieke verkiezingen; zij werden gehouden vanwege de afloop van de zittingstermijn van een gekozen lid.
|                                        | 12 juni |
| -------------------------------------- | ------- |
| Kiesgerechtigden                       | 2.643   |
| Opkomst                                | 1.383   |
| Geldige stemmen                        | 1.363   |
| Blanco stemmen                         | 17      |
| Kandidaten                             |         |
| P.H. Taets van Amerongen tot Natewisch | 908     |
| G.H. Betz                              | 414     |

## 18 september 1866
Guillaume Groen van Prinsterer, gekozen bij de verkiezingen van 12 juni 1866, nam zijn benoeming niet aan. Om in de ontstane vacature te voorzien werd een tussentijdse verkiezing gehouden.
|                               | 18 september |
| ----------------------------- | ------------ |
| Kiesgerechtigden              | 2.643        |
| Opkomst                       | 1.138        |
| Geldige stemmen               | 1.119        |
| Blanco stemmen                | 16           |
| Kandidaten                    |              |
| O. van Wassenaer van Catwijck | 698          |
| W.T. Gevers Deynoot           | 374          |
| F.L. Geerling                 | 41           |

## 30 oktober 1866
De verkiezingen waren algemene verkiezingen; zij werden gehouden na ontbinding van de Tweede Kamer.
|                                        | 30 oktober |
| -------------------------------------- | ---------- |
| Kiesgerechtigden                       | 2.643      |
| Opkomst                                | 1.957      |
| Geldige stemmen                        | 3.741      |
| Blanco stemmen                         | 37         |
| Kiesdrempel                            | 935        |
| Kandidaten                             |            |
| O. van Wassenaer van Catwijck          | 1.073      |
| P.H. Taets van Amerongen tot Natewisch | 1.040      |
| H. van Alphen                          | 721        |
| J.L. de Bruyn Kops                     | 713        |
| L.W.C. Keuchenius                      | 69         |
| C. de Graaf                            | 36         |

## 22 januari 1868
De verkiezingen waren algemene verkiezingen; zij werden gehouden na ontbinding van de Tweede Kamer.
|                                        | 22 januari | 4 februari |
| -------------------------------------- | ---------- | ---------- |
| Kiesgerechtigden                       | 2.655      | 2.655      |
| Opkomst                                | 1.567      | 1.515      |
| Geldige stemmen                        | 3.105      | 1.510      |
| Blanco stemmen                         | 25         | 5          |
| Kiesdrempel                            | 776        | 755        |
| Kandidaten                             |            |            |
| O. van Wassenaer van Catwijck          | 908        |            |
| P.H. Taets van Amerongen tot Natewisch | 626        | 1.016      |
| J.L. de Bruyn Kops                     | 586        | 491        |
| H. van Alphen                          | 578        |            |
| G. Groen van Prinsterer                | 360        |            |

## 8 juni 1869
De verkiezingen waren periodieke verkiezingen; zij werden gehouden vanwege de afloop van de zittingstermijn van een gekozen lid.
|                                        | 8 juni | 22 juni |
| -------------------------------------- | ------ | ------- |
| Kiesgerechtigden                       | 2.704  | 2.704   |
| Opkomst                                | 1.998  | 2.084   |
| Geldige stemmen                        | 1.985  | 2.065   |
| Blanco stemmen                         | 11     | 10      |
| Kandidaten                             |        |         |
| P.H. Taets van Amerongen tot Natewisch | 780    | 1.230   |
| H.A. Neeb                              | 797    | 835     |
| J.J. Teding van Berkhout               | 400    |         |

## 13 juni 1871
De verkiezingen waren periodieke verkiezingen; zij werden gehouden vanwege de afloop van de zittingstermijn van een gekozen lid.
|                               | 13 juni |
| ----------------------------- | ------- |
| Kiesgerechtigden              | 2.779   |
| Opkomst                       | 1.918   |
| Geldige stemmen               | 1.903   |
| Blanco stemmen                | 4       |
| Kandidaten                    |         |
| O. van Wassenaer van Catwijck | 1.201   |
| W.J. Knoop                    | 693     |

## 18 maart 1873
Pieter Taets van Amerongen tot Natewisch, gekozen bij de verkiezingen van 18 juni 1869, overleed op 22 februari 1873. Om in de ontstane vacature te voorzien werd een tussentijdse verkiezing gehouden.
|                                    | 18 maart | 1 april |
| ---------------------------------- | -------- | ------- |
| Kiesgerechtigden                   | 2.792    | 2.792   |
| Opkomst                            | 1.755    | 1.707   |
| Geldige stemmen                    | 1.745    | 1.687   |
| Blanco stemmen                     | 9        | 13      |
| Kandidaten                         |          |         |
| I.L.C. van den Berch van Heemstede | 462      | 977     |
| H.A. Neeb                          | 651      | 709     |
| W.J.F. Nuyens                      | 440      |         |
| R.J. Schimmelpenninck              | 185      |         |

## 10 juni 1873
De verkiezingen waren periodieke verkiezingen; zij werden gehouden vanwege de afloop van de zittingstermijn van een gekozen lid.
|                                    | 10 juni | 24 juni |
| ---------------------------------- | ------- | ------- |
| Kiesgerechtigden                   | 2.832   | 2.832   |
| Opkomst                            | 1.656   | 1.461   |
| Geldige stemmen                    | 1.641   | 1.450   |
| Blanco stemmen                     | 15      | 10      |
| Kandidaten                         |         |         |
| I.L.C. van den Berch van Heemstede | 730     | 978     |
| H.C. Verniers van der Loeff        | 484     | 469     |
| R.J. Schimmelpenninck              | 410     |         |

## 8 juni 1875
De verkiezingen waren periodieke verkiezingen; zij werden gehouden vanwege de afloop van de zittingstermijn van een gekozen lid.
|                               | 8 juni |
| ----------------------------- | ------ |
| Kiesgerechtigden              | 2.919  |
| Opkomst                       | 1.883  |
| Geldige stemmen               | 1.867  |
| Blanco stemmen                | 15     |
| Kandidaten                    |        |
| O. van Wassenaer van Catwijck | 1.248  |
| G.J. Grashuis                 | 610    |

## 12 juni 1877
De verkiezingen waren periodieke verkiezingen; zij werden gehouden vanwege de afloop van de zittingstermijn van een gekozen lid.
|                                    | 12 juni |
| ---------------------------------- | ------- |
| Kiesgerechtigden                   | 2.969   |
| Opkomst                            | 2.079   |
| Geldige stemmen                    | 2.057   |
| Blanco stemmen                     | 9       |
| Kandidaten                         |         |
| I.L.C. van den Berch van Heemstede | 1.125   |
| H.A. Neeb                          | 926     |

## 10 juni 1879
De verkiezingen waren periodieke verkiezingen; zij werden gehouden vanwege de afloop van de zittingstermijn van een gekozen lid.
|                               | 10 juni | 24 juni |
| ----------------------------- | ------- | ------- |
| Kiesgerechtigden              | 2.794   | 2.794   |
| Opkomst                       | 2.150   | 2.220   |
| Geldige stemmen               | 2.138   | 2.189   |
| Blanco stemmen                | 9       | 26      |
| Kandidaten                    |         |         |
| O. van Wassenaer van Catwijck | 720     | 1.340   |
| L.M. de Laat de Kanter        | 800     | 848     |
| L.G. Verwer                   | 614     |         |

## 29 juli 1879
Isaäc van den Berch van Heemstede, gekozen bij de verkiezingen van 12 juni 1877, overleed op 2 juli 1879. Om in de ontstane vacature te voorzien werd een tussentijdse verkiezing gehouden.
|                            | 29 juli |
| -------------------------- | ------- |
| Kiesgerechtigden           | 2.794   |
| Opkomst                    | 1.880   |
| Geldige stemmen            | 1.869   |
| Blanco stemmen             | 5       |
| Kandidaten                 |         |
| P.J. Elout van Soeterwoude | 1.223   |
| L.M. de Laat de Kanter     | 625     |

## 13 januari 1880
Pieter Elout van Soeterwoude, gekozen bij de verkiezingen van 29 juli 1879, trad op 16 december 1879 af vanwege leeftijdsredenen. Om in de ontstane vacature te voorzien werd een tussentijdse verkiezing gehouden.
|                                     | 13 januari |
| ----------------------------------- | ---------- |
| Kiesgerechtigden                    | 2.794      |
| Opkomst                             | 1.681      |
| Geldige stemmen                     | 1.666      |
| Blanco stemmen                      | 14         |
| Kandidaten                          |            |
| J.H. Donner                         | 1.021      |
| W. Rooseboom                        | 462        |
| E. van den Berch van Heemstede      | 142        |
| R.G.S. van Rhemen tot Rhemenshuizen | 31         |

## 14 juni 1881
De verkiezingen waren periodieke verkiezingen; zij werden gehouden vanwege de afloop van de zittingstermijn van een gekozen lid.
|                  | 14 juni |
| ---------------- | ------- |
| Kiesgerechtigden | 3.019   |
| Opkomst          | 1.475   |
| Geldige stemmen  | 1.432   |
| Blanco stemmen   | 40      |
| Kandidaten       |         |
| J.H. Donner      | 1.189   |
| A.E.J. Modderman | 137     |
| H.J. Bool        | 43      |
| J.T. Buys        | 37      |

## 12 juni 1883
De verkiezingen waren periodieke verkiezingen; zij werden gehouden vanwege de afloop van de zittingstermijn van een gekozen lid.
|                               | 12 juni |
| ----------------------------- | ------- |
| Kiesgerechtigden              | 3.120   |
| Opkomst                       | 2.105   |
| Geldige stemmen               | 2.074   |
| Blanco stemmen                | 20      |
| Kandidaten                    |         |
| O. van Wassenaer van Catwijck | 1.340   |
| D. Hartevelt                  | 709     |

## 28 oktober 1884
De verkiezingen waren algemene verkiezingen; zij werden gehouden na ontbinding van de Tweede Kamer.
|                               | 28 oktober |
| ----------------------------- | ---------- |
| Kiesgerechtigden              | 3.141      |
| Opkomst                       | 2.406      |
| Geldige stemmen               | 4.769      |
| Blanco stemmen                | 31         |
| Kiesdrempel                   | 1.192      |
| Kandidaten                    |            |
| O. van Wassenaer van Catwijck | 1.522      |
| J.H. Donner                   | 1.512      |
| J. van der Breggen            | 869        |
| D. Hartevelt                  | 852        |

## 15 juni 1886
De verkiezingen waren algemene verkiezingen; zij werden gehouden na ontbinding van de Tweede Kamer.
|                               | 15 juni | 29 juni |
| ----------------------------- | ------- | ------- |
| Kiesgerechtigden              | 3.307   | 3.307   |
| Opkomst                       | 2.901   | 3.020   |
| Geldige stemmen               | 4.785   | 5.825   |
| Blanco stemmen                | 30      | 205     |
| Kiesdrempel                   | 1.196   | 1.456   |
| Kandidaten                    |         |         |
| O. van Wassenaer van Catwijck | 920     | 1.898   |
| J.P. Smeele                   | 1.014   | 1.515   |
| H. van Limburg Stirum         | 1.041   | 1.338   |
| J. Rinkes Borger              | 952     | 1.068   |
| J.H. Donner                   | 828     |         |

## 1 september 1887
De verkiezingen waren algemene verkiezingen; zij werden gehouden na ontbinding van de Tweede Kamer.
|                               | 1 september | 14 september |
| ----------------------------- | ----------- | ------------ |
| Kiesgerechtigden              | 3.244       | 3.244        |
| Opkomst                       | 2.665       | 2.469        |
| Geldige stemmen               | 5.310       | 8.490        |
| Blanco stemmen                | 10          | 42           |
| Kiesdrempel                   | 1.328       | 1.061        |
| Kandidaten                    |             |              |
| O. van Wassenaer van Catwijck | 877         | 1.415        |
| J.H. Donner                   | 828         | 1.393        |
| J.P. Smeele                   | 994         | 1.042        |
| J.P.T. van Nunen              | 970         | 1.020        |
| F. Was                        | 810         |              |
| H.J. Bool                     | 791         |              |

## 27 december 1887
Otto van Wassenaer van Catwijck, gekozen bij de verkiezingen van 1 september 1887, overleed op 19 november 1887. Om in de ontstane vacature te voorzien werd een tussentijdse verkiezing gehouden.
|                  | 13 december | 27 december |
| ---------------- | ----------- | ----------- |
| Kiesgerechtigden | 3.244       | 3.244       |
| Opkomst          | 2.230       | 2.076       |
| Geldige stemmen  | 2.214       | 2.053       |
| Blanco stemmen   | 12          | 19          |
| Kandidaten       |             |             |
| P.L.F. Blussé    | 695         | 1.113       |
| J.P. Smeele      | 817         | 938         |
| T. Heemskerk     | 668         |             |

## Voortzetting
Na de grondwetsherziening van 1887 werden de meervoudige kiesdistricten opgeheven; het kiesdistrict Leiden werd derhalve omgezet in een enkelvoudig kiesdistrict. De gemeente Hazerswoude werd toegevoegd aan het kiesdistrict Bodegraven, de gemeenten Nieuwkoop, Ter Aar en Zevenhoven aan het kiesdistrict Breukelen, de gemeenten Katwijk, Koudekerk, Leiderdorp, Noordwijk, Noordwijkerhout, Oegstgeest, Oudshoorn, Rijnsburg, Sassenheim, Valkenburg, Voorhout, Voorschoten, Warmond, Wassenaar, Woubrugge en Zoeterwoude aan het kiesdistrict Katwijk en de gemeente Benthuizen aan het kiesdistrict Loosduinen.